# 黑龙江外国语学院
黑龙江外国语学院（Heilongjiang International University），简称“龙外”，其前身为独立学院哈尔滨恒星外国语学院，为黑龙江省的一所民办的本科学院。
成立于2003年，于2003年3月更名为哈尔滨师范大学恒星学院，2004年2月认定为普通高等学校独立学院。
2010年12月，经中华人民共和国教育部批准转制为民办普通本科院校，改名为黑龙江外国语学院。